# Joan Copeland
Pour les articles homonymes, voir Copeland.
Joan Copeland, nom de scène de Joan Maxine Miller, est une actrice américaine née le 1er juin 1922 à New York et morte le 4 janvier 2022 dans la même ville.

## Filmographie

### Cinéma
- 1958 : La Déesse (The Goddess) de John Cromwell : Alice Marie
- 1959 : Au milieu de la nuit (Middle of the Night) de Delbert Mann : Lillian Englander
- 1970 : The Reason Why : la femme de Charles
- 1977 : Roseland de James Ivory : Pauline
- 1980 : C'est ma chance (It's My Turn) de Claudia Weill : Rita
- 1982 : A Little Sex de Bruce Paltrow : Mme Harrison
- 1987 : Happy New Year de John G. Avildsen : Sunny Felix
- 1988 : The Laser Man : Ruth Weiss
- 1989 : Son alibi (Her alibi) de Bruce Beresford : Audrey
- 1997 : Un Indien à New York de John Pasquin : Mme Prelot
- 1997 : Le Pacificateur  (The Peacemaker) de Mimi Leder : Sénatrice Bevens
- 1998 : L'Objet de mon affection (The Object of My Affection) de Nicholas Hytner : Mme Reynolds
- 1998 : The Adventures of Sebastian Cole : grand-mère Cole
- 2003 : Frère des ours  (Brother Bear)  de Robert Walker et Aaron Blaise : Tanana
- 2004 : Koda's Outtakes : Tanana
- 2006 : The Last Request : Alice Rudolf
- 2009 : Les Vies privées de Pippa Lee (The Private Lives of Pippa Lee) de Rebecca Miller : la pianiste
- 2011 : Love Is Like Life But Longer : la vieille nonne

### Télévision
- 1950-1951 : Suspense : Louisa Hackett (2 épisodes)
- 1952-1953 : The Web (2 épisodes)
- 1955 : General Electric Theater : Nina (1 épisode)
- 1956 : The Edge of Night : Mary Appleman
- 1957-1962 : Armstrong Circle Theatre : plusieurs rôles (6 épisodes)
- 1960 : The Iceman Cometh : Cora
- 1962 : Naked City : Beverly Lewine (1 épisode)
- 1964 : Les Accusés : Phyllis Maxwell (1 épisode)
- 1966-1982 : As the World Turns : Greta Aldrin et Joan Rogers (2 épisodes)
- 1970-1972 : Search for Tomorrow : Andrea Whiting (3 épisodes)
- 1974-1975 : How to Survive a Marriage : Monica Courtland (334 épisodes)
- 1976 : All in the Family : Elizabeth Tannen (1 épisode)
- 1981 : Cagney et Lacey : Mme Friedlander (1 épisode)
- 1990 : Amoureusement vôtre : Claudia (1 épisode)
- 1991-2001 : New York, police judiciaire : Juge Rebecca Stein (8 épisodes)
- 1994 : Chicago Hope : La Vie à tout prix : Mme Thurmond (1 épisode)
- 1995 : On ne vit qu'une fois : Selman Hanen (3 épisodes)
- 1995 : Urgences : Hanna Steiner (1 épisode)
- 2000 : Ma vie de star : Cathleen Nesbitt
- 2002 : New York Police Blues : Ramona Dwartz (1 épisode)
- 2005 : Jonny Zéro : Mme Monroe (1 épisode)